# Charles Garke

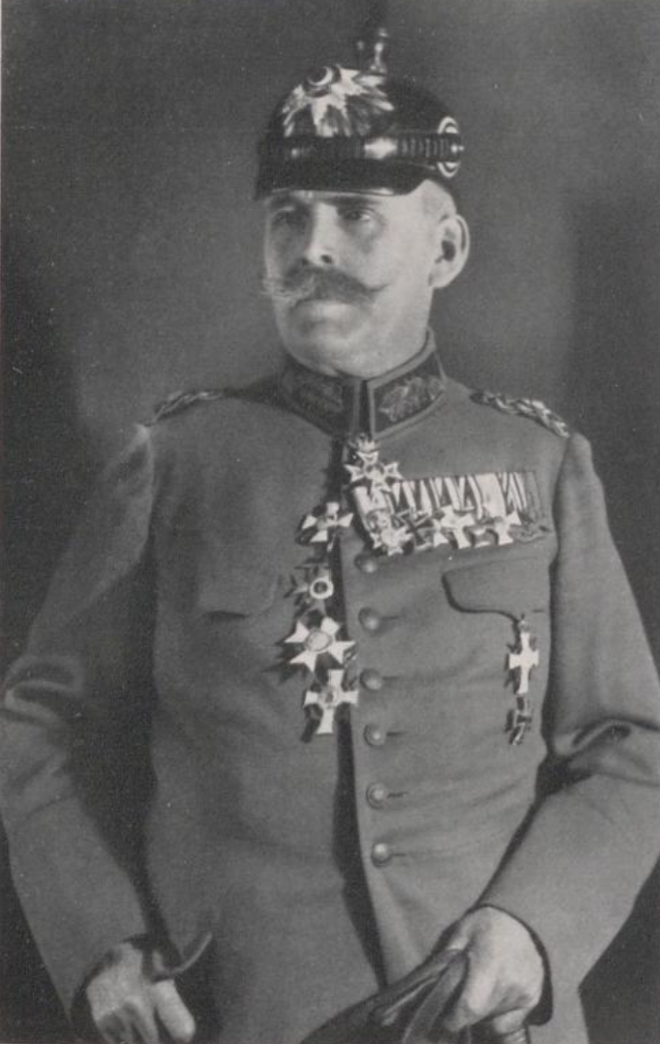
Charles Garke in Militäruniform

Charles Garke (* 29. August 1860 in Fort Valley, Crawford County, Georgia; † 25. Mai 1936) war ein sächsischer Generalleutnant sowie Musiker, Komponist und Konzertveranstalter.

## Leben

### Familie
Garke wurde als Sohn eines Zahnarztes und Hotelbesitzers geboren. Dieser hatte wohl wegen Rückenproblemen seine Arzttätigkeit aufgegeben und ein Hotel mit Restaurant an einem Eisenbahnknotenpunkt gekauft. Anlässlich des Amerikanischen Bürgerkriegs kehrte die Familie nach Deutschland zurück. Charles Garke wuchs in Blankenburg auf, wo er auch seinen ersten Klavierunterricht bekam und über eine Partitur zu Richard Wagners Lohengrin eine Begeisterung für dessen „Zukunftsmusik“ entwickelte.
Wohl in den 1880er Jahren kam er nach Dresden und heiratete Else Hedenus (1870–1950), eine Tochter vom Rittergut Zuschendorf, mit der er zwei Kinder bekam. Sein Sohn Curt (1891–1914) fiel als Leutnant und Adjutant im 5. Feldartillerie-Regiment Nr. 64 Anfang September 1914.

### Militärkarriere
Garke wurde mit Patent vom 24. Januar 1883 als Sekondeleutnant im 1. Feldartillerie-Regiment Nr. 12 der Sächsischen Armee angestellt. Im weiteren Verlauf seiner Militärkarriere stieg er am 22. April 1905 zum Major auf und erhielt am 23. September 1911 das Kommando über das 8. Feldartillerie-Regiment Nr. 78 in Wurzen, nachdem man ihn bereits am 1. Februar 1909 mit dessen Führung beauftragt hatte. Für diesen Verband hatte Garke auch den „Trabmarsch“ komponiert. Kurz darauf mit Patent vom 23. September 1911 zum Oberstleutnant befördert, hatte Garke dieses Kommando auch bei Ausbruch des Ersten Weltkriegs inne.
Im Verbund mit der 24. Division (2. Königlich Sächsische) nahm Oberst Garke mit seinem Regiment am deutschen Vormarsch durch das neutrale Belgien nach Frankreich teil. Bei einem Gefecht am 3. September 1914 bei Mourmelon-le-Grand konnte er sich besonders auszeichnen und wurde am 15. Oktober 1914 mit dem Ritterkreuz des Militär-St.-Heinrichs-Ordens beliehen. Am 21. September 1914 gab er sein Regiment ab und wurde zum Kommandeur der 1. Feldartillerie-Brigade Nr. 23 ernannt, die Garke während der Kämpfe an der Aisne befehligte. Am 17. Januar 1916 zum Generalmajor befördert, war er mit seinem Großverband während der Schlacht an der Somme vom 27. Oktober bis 9. Dezember 1916 der 36. Division unterstellt. Hier leistete er der bedrängten deutschen Infanterie bei Pressoir-Chaulnes durch Einschätzung der Lage hilfreiche Unterstützung und konnte so mehrfach feindliche Angriffe zum Stehen bringen. Dafür erhielt Garke am 25. Mai 1917 das Komturkreuz II. Klasse des Militär-St.-Heinrichs-Ordens. Ende Juli 1917 übergab er das Kommando an seinen Nachfolger Oberst Georg Richter und wurde im Oktober desselben Jahres zum Kommandeur der 19. Ersatz-Division ernannt. Diese Division führte er u. a. in den Kämpfen vor Verdun, bei Reims und zuletzt in Lothringen. Im Oktober 1918 wurde er von seinem Posten entbunden.
Nach Kriegsende wurde er als Generalleutnant aus dem aktiven Dienst verabschiedet.

### Zivilleben
Garke hatte bereits im November 1913 eine heute denkmalgeschützte Villa in der Kaiserstraße 6 in der westlich der Residenzstadt Dresden gelegenen Villengemeinde Niederlößnitz (heute zu Radebeul) erworben, die er mit seiner Familie bewohnte. Er widmete sich als Privatier der Musik, spielte Klavier auf seinen Flügeln von Bechstein und Blüthner. Er nahm Gesangsstunden bei dem nahebei wohnenden Gesangslehrer August Iffert und lernte in Dresden Harmonie- und Kompositionslehre bei Johannes Schreyer. In der Villa fanden Hauskonzerte statt, bei denen die Sängerin Trude Gabriel und der Tenor Horst Wolf unterstützten, ebenso der Cellist und Konzertmeister Gmeindl. Auch fanden dort Proben und Vorbereitungen für Konzerte, häufig sogenannte „Kleinrentner-Konzerte“, statt, die Garke von 1923 bis 1933 an zahlreichen Aufführungsstätten in der Lößnitz, aber auch in Dresden oder Großenhain veranstalten ließ. „Sein Bestreben war es, in wirtschaftlich schwierigen Zeiten nach der Inflation 1923 Musikgenuss in guter Qualität zu niedrigen Preisen zu ermöglichen.“

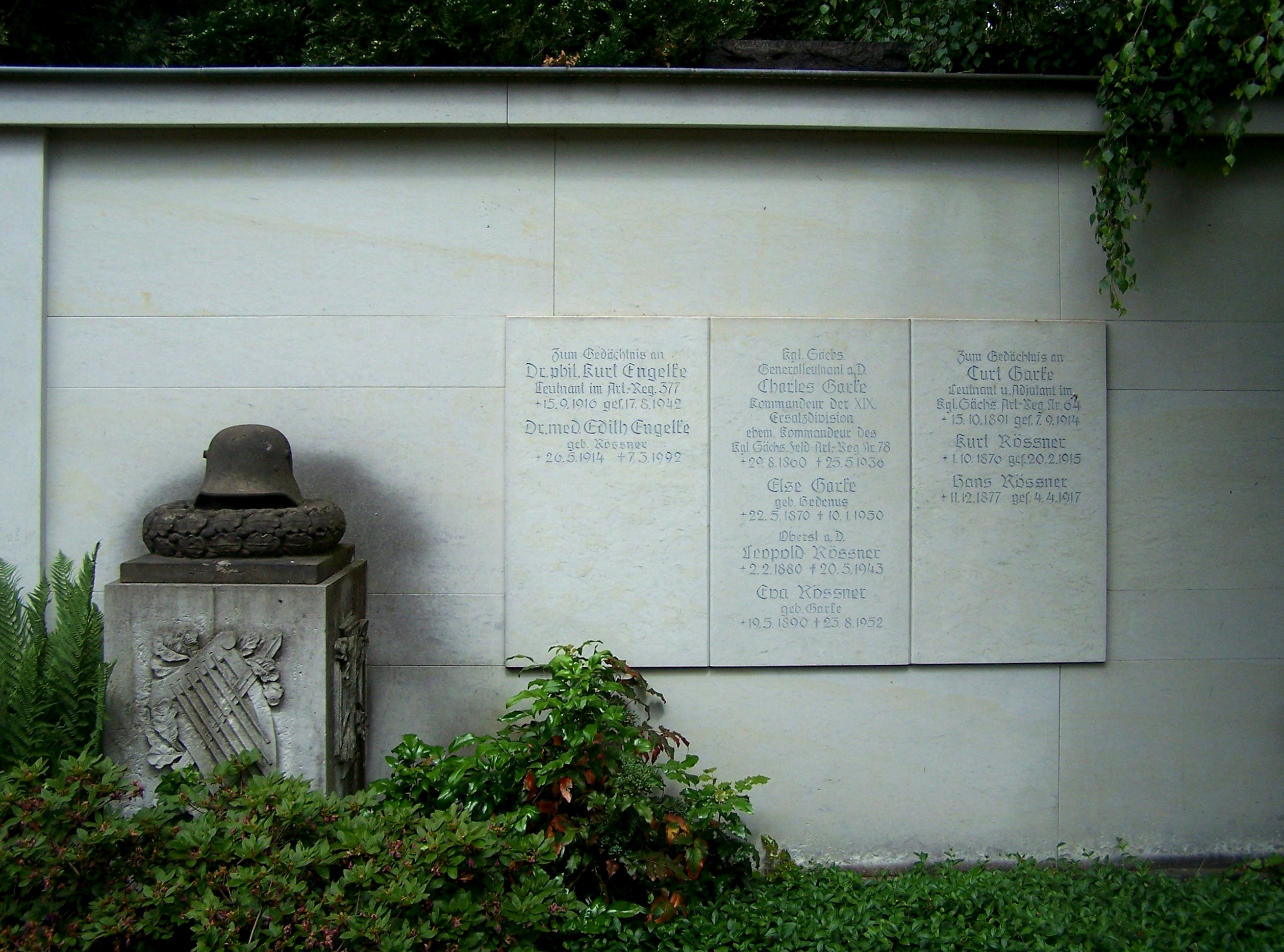
Familiengrab von Charles Garke auf dem Nordfriedhof in Dresden

Im Jahr 1936 wurde Garke auf dem Militärfriedhof der sächsischen Landeshauptstadt, dem heutigen Nordfriedhof, beerdigt. In seinem Nachlass lassen sich neben zahlreichen Konzertprogrammen auch etliche eigene Kompositionen finden. Einige davon ließen seine Nachkommen 2012 anlässlich einer Veranstaltung Radebeuler Häuser und ihre Besitzer: Haus Charles Garke als Hauskonzert wieder aufführen.